# 吴冠军
吴冠军（1977年—），中华人民共和国政治学学者、哲学学者。字子极，号仁轩、铭幽，吴县人，出生于上海。澳大利亚莫纳什大学博士。现任华东师范大学教授、政治系主任。无党派人士。

## 著作

### 专著
《后人类纪的共同生活：正在到来的爱情、消费与人工智能》（上海文艺出版社，2018）
《激活你的日常：吃喝玩乐的哲学视野》（上海文艺出版社，2017）
《第十一论纲：介入日常生活的学术》（商务印书馆，2015）
The Great Dragon Fantasy: A Lacanian Analysis of Contemporary Chinese Thought  (World Scientific, 2014)
《现时代的群学：从精神分析到政治哲学》（中国法制出版社，2011）
《爱与死的幽灵学：意识形态批判六论》（吉林出版集团，2008）
《日常现实的变态核心：后“9•11”时代的意识形态批判》（新星出版社，2006）
《多元的现代性：从“9•11”灾难到汪晖“中国的现代性”论说》（上海三联书店，2002）

### 译著
巴迪欧、齐泽克：《当下的哲学》（和蓝江教授合译，中央编译出版社，2017）
阿甘本：《神圣人：至高权力与赤裸生命》（中央编译出版社，2016）

### 编著
Ruiquan Gao and Guanjun Wu (eds.), New Waves in China's Philosophical Studies (World Scientific, 2018)
Ruiquan Gao and Guanjun Wu (eds.), Chinese History and Literature: New Ways to Examine China’s Past (World Scientific, 2018)
Ruiquan Gao and Guanjun Wu (eds.), Studies on Contemporary China (World Scientific, 2018)
Ruiquan Gao and Guanjun Wu (eds.), China’s Education Reform: Current Issues and New Horizons (World Scientific, 2018)